# Ellestadssjön
Ellestadssjön är en sjö i Sjöbo kommun och Ystads kommun i Skåne och ingår i Kävlingeåns huvudavrinningsområde. Sjön är 5,5 meter djup, har en yta på 2,64 kvadratkilometer och är belägen 37,9 meter över havet. Sjön avvattnas av vattendraget Klingavälsån. Vid provfiske har en stor mängd fiskarter fångats, bland annat abborre, gers, gädda och karp.

## Delavrinningsområde
Ellestadssjön ingår i det delavrinningsområde (615862-136850) som SMHI kallar för Utloppet av Ellestadsjön. Medelhöjden är 57 meter över havet och ytan är 31,75 kvadratkilometer. Det finns inga avrinningsområden uppströms utan avrinningsområdet är högsta punkten. Klingavälsån som avvattnar avrinningsområdet har biflödesordning 2, vilket innebär att vattnet flödar genom totalt 2 vattendrag innan det når havet efter 77 kilometer. Avrinningsområdet består mestadels av skog (19 procent) och jordbruk (63 procent). Avrinningsområdet har 2,64 kvadratkilometer vattenytor vilket ger det en sjöprocent på 8,3 procent.

## Fisk
Vid provfiske har följande fisk fångats i sjön:
- Abborre
- Gärs
- Gädda
- Karp
- Karpfisk obestämd
- Löja
- Mört
- Ruda
- Sarv
- Sutare